# Jason Baker
(en) Statistiques sur pro-football-reference
Jason Michael Baker (né le 17 mai 1978 à Fort Wayne) est un joueur américain de football américain.

## Enfance
Baker étudie à la Wayne High School de sa ville natale de Fort Wayne où il joue au football américain et au baseball.

## Carrière

### Université
Il entre à l'université d'État de l'Iowa où il bat le record de punt et de yards gagnés avec 272 punts et 11304 yards. Lors du Sun Bowl 1997, il est nommé MVP de l'équipe spéciale du match après avoir fait huit punts pour 391 yards contre l'université d'État de l'Arizona. Il reçoit une mention honorable pour la conférence Big 10.

### Professionnel
Jason Baker n'est sélectionné par aucune équipe lors du draft de la NFL de 2001. Il signe peu de temps après avec les Eagles de Philadelphie mais ne reste pas longtemps avec la franchise qui le libère. Il signe avec les 49ers de San Francisco où il est  le punter de la saison 2001 pour San Francisco. La saison suivante, il joue sept matchs avec les 49ers avant d'être libéré. Il revient avec Philadelphie lors de cette saison et joue trois matchs avant d'être libéré la saison achevée.
Il signe avec les Chiefs de Kansas City avec qui il fait une très bonne saison 2003 avec 39,5 yards, en moyenne, par punt. La saison 2004 voit Baker joué pour trois équipes. Il fait d'abord deux matchs avec les Chiefs avant d'être libéré et signe avec les Colts d'Indianapolis, jouant quatre matchs avant d'être là aussi libéré peu de temps après. Il finit la saison avec les Broncos de Denver, jouant quatre matchs.
Après la saison 2004, il est échangé aux Panthers de la Caroline contre Todd Sauerbrun. Lors du camp d'entraînement, il est mis en compétition avec Tom Rouen et Steve Cheek et lors de la pré-saison mais est retenu par les entraîneurs. Il fait deux saisons 2005 et 2006 bonne et son contrat est prolongé avec la franchise. Ses punts ont une moyenne de 44,4 yards. Ils prolongent, une nouvelle fois, jusqu'en 2012. Le 5 décembre, il dégage le ballon qui est récupéré par Leon Washington qui traverse le terrain et alors qu'il s'approche de la end-zone en paradant, Baker le surprend en le plaquant juste avant la ligne, sauvant son équipe d'un punt return. Le 14 mars 2012, il est libéré par la franchise des Panthers.

## Palmarès
- Mention honorable de la conférence Big 10 en 2000.
- MVP en équipe spéciale du Sun Bowl 1997